# Leopold Pars
Leopold Alexander Pars (* 2. Januar 1896 in Whittlesford bei Cambridge; † 28. Januar 1985 in Acton (London)) war ein britischer Mathematiker.

## Leben
Unter Freunden war er seit Universitätszeiten als Alan Pars bekannt, in der Familie als Leo Pars. Sein Vater Albertus McLean Pars war Buchhalter in einer Landmaschinenfabrik und in seiner Freizeit Pianist und Orgelspieler. 1899 zog er mit der Familie nach London (Shepherd’s Bush). Pars besuchte die Schule in Hammersmith und gewann 1914 ein Stipendium in Mathematik und Physik, mit dem er ab 1915 an der University of Cambridge (Jesus College) studierte. Wegen Krankheit ließ er zwei Jahre verstreichen, bevor er 1917 an den Tripos-Prüfungen teilnahm. Er war ein guter Student und außerdem als Leichtathlet aktiv. Nach einem Master-Abschluss an der Universität London und gewann 1921 den Smith-Preis der Universität Cambridge für einen Essay über Vektor- und Tensorrechnung in der Relativitätstheorie. Dafür wurde er außerdem Fellow des Jesus College, was er bis zu seinem Lebensende blieb. 1923 bis 1946 war er als Prälektor für die Ausbildung von Undergraduates zuständig. 1925 bis 1951 war er Studiendirektor für Mathematik des Jesus College und 1927 bis zum Ruhestand 1961 University Lecturer. 1958 bis 1964 wurde er Präsident des Jesus College und 1959 war er einer der Gründer der Abteilung für Angewandte Mathematik in Cambridge.
Als Angewandter Mathematiker ist er vor allem für seine Lehrbücher über Mechanik bekannt. Sein Treatise on Analytic Dynamics fasst sein Lebenswerk in der Ausbildung von Mathematikern in Cambridge (Vorbereitung auf die Tripos-Prüfungen in Mechanik) zusammen. Ansonsten publizierte er in der Folge seines Smith-Essays und beeinflusst von Joseph Larmor und Arthur Eddington früh in seiner Karriere über Relativitätstheorie.
1948/49 war er am Institute for Advanced Study und an der University of California, Berkeley. Nach dem Ende seiner Präsidentschaft des Jesus College ging er viel auf Reisen (zuerst an die Florida Atlantic University und die University of Sydney) und lebte mit seiner Schwester in Acton, wohin seine Familie – die Eltern, ein Bruder und eine Schwester und das Kindermädchen, die auch Haushälterin war – 1926 gezogen war. Er heiratete nie. Er war als Bergsteiger aktiv, spielte Klavier und liebte das Theater.

## Schriften
- Introduction to dynamics, Cambridge UP 1953
- An introduction to the calculus of variations, Heinemann 1962, Dover 2009
- A treatise on analytical dynamics, Heinemann 1965